# Tarrocanus
Tarrocanus es un género de arañas cangrejo de la familia Thomisidae.

## Especies
- Tarrocanus capra Simon, 1895
- Tarrocanus jaffnaensis Ileperuma Arachchi & Benjamin, 2019